# Lycochoriolaus lateralis
Lycochoriolaus lateralis är en skalbaggsart som först beskrevs av Olivier 1795.  Lycochoriolaus lateralis ingår i släktet Lycochoriolaus och familjen långhorningar. Inga underarter finns listade i Catalogue of Life.